# Острів Ляпіна
Ляпіна (неофіційно — Зелений острів) — острів в Україні, у Маріупольському районі Донецької області.

## Географія
Острів розташований на адмінмежі Лівобережного району міста Маріуполь і Новоазовського району.

## Флора та фауна
У теплу пору року острів густо заростає різними травами й чагарниками.